# Dozer (Band)
Dozer ist eine Stoner-Rock-Band aus Schweden.

## Geschichte
Dozer wurde 1995 in der schwedischen Stadt Borlänge gegründet, wobei die Band zunächst in örtlichen Jugendclubs auftrat und die Gelegenheit nutzte als Vorgruppe für bereits bekanntere Bands zu spielen.
1998 veröffentlichte die Band gemeinsam mit ihren amerikanischen Genre-Kollegen
Unida die Split-EP Coming Down the Mountain, welche auf dem Label MeteorCity erschien.
Danach wurde während des Versuchs, sich einen Plattenvertrag zu sichern, ein Demo-Tape an Man’s Ruin Records (einem zu dieser Zeit einflussreichen Stoner-Rock-Label) übermittelt. Frank Kozik, der Chef der Plattenfirma, zeigte sich beeindruckt und fand sofort Gefallen an der Band, wodurch sie im Jahr 2000 ihr erstes Album In the Tail of a Comet für ca. 500 $ produzierten. Trotz der niedrigen Produktionskosten wurde das Album von Hörern sehr gut aufgenommen.
Das zweite Album Madre De Dios wurde 2001 auf Man’s Ruin und als Vinyl-Version auf Molten Universe veröffentlicht.
Für ihr drittes Album vertraute sich die Band dem schwedischen Produzenten Chips Kiesbye an, der auch durch die Zusammenarbeit mit the Hellacopters bekannt ist. Call It Conspiracy erschien 2003 auf dem bandeigenen Label Molten Universe und wurde von Kritikern und Fans hoch gelobt. Zu dieser Zeit drehte Dozer auch das Video zur Single Rising.
2005 begannen die Aufnahmen zum vierten Studioalbum Through the Eyes of Heathens (erschienen auf Small Stone Records) in den Seawolf Studios in Helsinki. Das Album enthält den Song Until Man Exists No More mit einem Gastauftritt von Troy Sanders, Sänger und Bassist der Band Mastodon. Anfang 2006 verließ Lidén Dozer. Er wurde durch Olle Mårthans ersetzt.
Ende 2008 erschien ihr fünftes Album Beyond Colossal dem eine kurze Europa-Tour folgte.
2009 ließ die Band verlauten, dass sie auf unbestimmte Zeit pausieren werde, da Sänger Fredrik Nordin seinen Schulabschluss nachholen wolle. Tommi Holappa gründete die Stoner-Band Greenleaf, bei denen auch immer wieder einzelne Mitglieder von Dozer zu finden waren. So sang Fredrik Nordin auf drei Schallplatten der Band.
Dozer hatten bis dato mehr als 300 Liveauftritte und tourten bereits mit einer Reihe Bands wie Brain Police, Mastodon, Rollins Band, Hellacopters, Spiritual Beggars, Clutch, Unida, Zeke, Nebula und Entombed.
Am 21. April 2023 erschien ihr neuestes Album „Drifting in the Endless Void“ bei Blues Funeral Recordings.

## Diskografie

### Alben
- 2000: In the Tail of a Comet (Man’s Ruin Records)
- 2001: Madre De Dios (Molten Universe)
- 2003: Call It Conspiracy (Molten Universe)
- 2005: Through the Eyes of Heathens (Small Stone Records)
- 2008: Beyond Colossal (Small Stone Records)
- 2023: Drifting in the Endless Void (Blue Funeral Recordings)

### Singles und EPs
- 1998: Demon Cleaner Vs. Dozer (Molten Universe)
- 1999: Coming Down the Mountain (MeteorCity); Split-EP mit Unida
- 1999: Demon Cleaner vs. Dozer: Domestic Dudes E.P. (Molten Universe)
- 1999: Dozer vs. Demon Cleaner: Hawaiian Cottage E.P. (Molten Universe)
- 2000: The Phantom (Molten Universe)
- 2002: Sonic Reducer (Black Juju); Split mit Los Natas
- 2002: Day of the Rope (World Records)
- 2003: Rising (Molten Universe)
- 2004: Star by Star  (Smash Music); Split mit Giants of Science
- 2007: Exoskeleton (Molten Universe); Split mit Brain Police